# Giuseppe Avitrano
Giuseppe Antonio Avitrano (* um 1670 in Neapel; † 19. März 1756 ebenda) war ein italienischer Komponist und Violinist des Barock.

## Leben
Giuseppe Avitrano stammte aus einer Musikerfamilie, er war ab etwa 1690 bis zu seinem Tode dem neapolitanischen Hoforchester verbunden, er bezeichnete sich im Vorwort seines Op. 3 als Virtuoso di Camera di Casa Reale.

## Werke
- 10 Sonate a tre, 2 Violinen, Violone, Orgel, Op. 1 (Neapel, 1697)
- 10 Sonate a tre, 2 Violinen, Violone, Orgel, Op. 2 (Neapel, 1703)
- 12 Sonate à quatro, 3 Violinen, B. c., Op. 3 (Neapel, 1713) gewidmet an Herzog Marzio Pacecco Carafa duca di Maddaloni.
- 7 Kantaten, für Sopran und B. c.
- Te Mariam laudamus, für Singstimmen (S, S, A, T, T, B) 2 Oboen, 3 Violinen, B. c., (Neapel, 1746)
- Missa defunctorum (Neapel, 1721)